# Tate Liverpool
Tate Liverpool es un museo y galería de arte situado en Liverpool, Inglaterra, Reino Unido, que forma parte de Tate, junto con el Tate St Ives en Cornualles, el Tate Britain y el Tate Modern, estos dos últimos en Londres. El museo fue una iniciativa de la Merseyside Development Corporation. Tate Liverpool fue creado para mostrar obras de la colección Tate, que comprende la colección nacional de arte británico desde el año 1500 hasta la actualidad y de arte moderno internacional. La galería también tiene un programa de exposiciones temporales. Hasta 2003, Tate Liverpool fue la galería de arte moderno y contemporáneo más grande del Reino Unido fuera de Londres.

## Historia

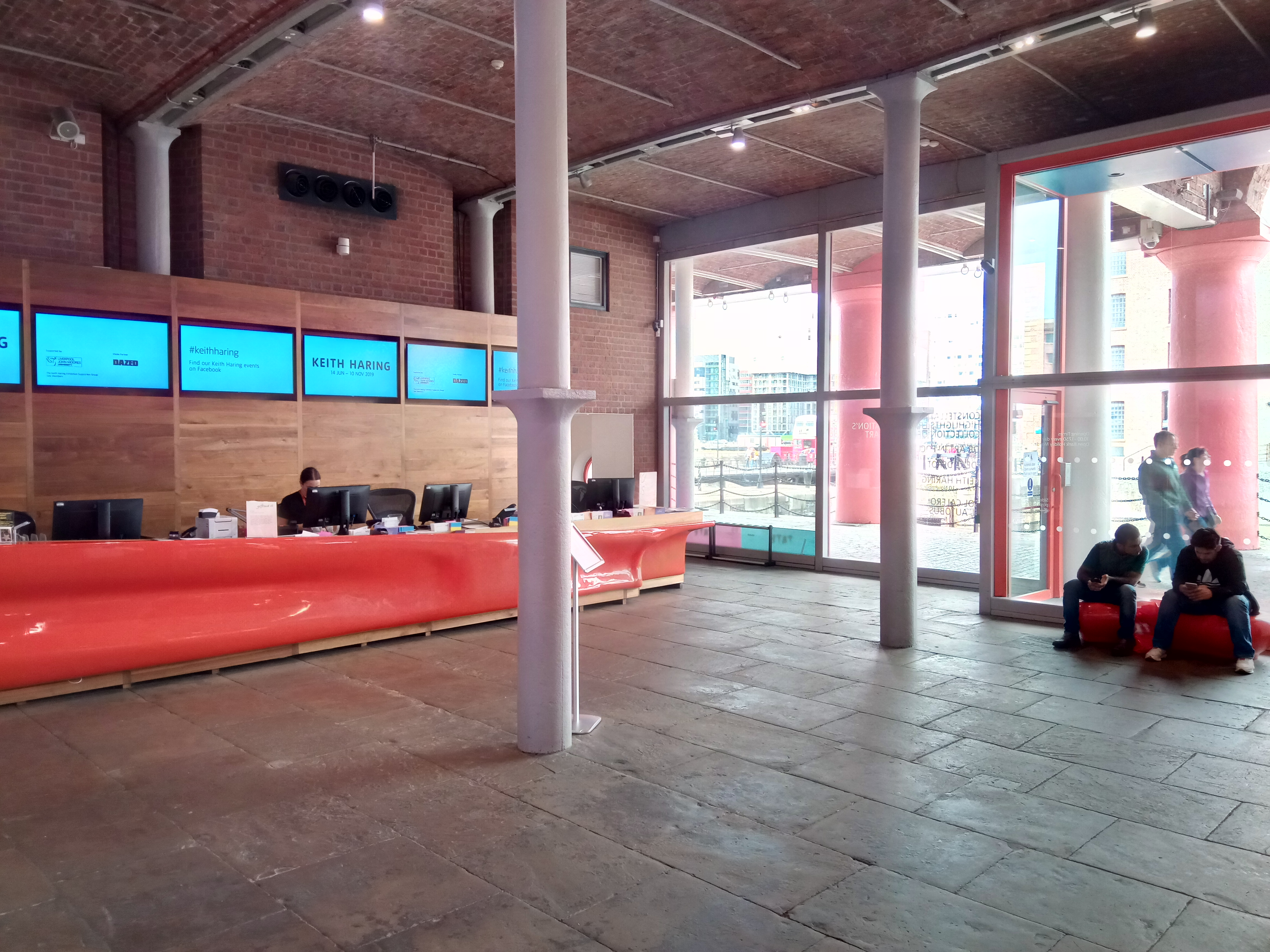
El vestíbulo del museo.

Situada en un almacén reconvertido del Royal Albert Dock en el paseo marítimo de Liverpool, la galería fue inaugurada el 24 de mayo de 1988 por el príncipe Carlos de Gales, en un evento cubierto por BBC Two. La reconversión original fue realizada por James Stirling, pero el edificio fue sometido a una importante remodelación en 1998 para crear espacios de galerías adicionales.
En 2007, el vestíbulo fue rediseñado por los arquitectos Arca para dotarlo de un aspecto modernizado y mejores proporciones, así como para mejorar la experiencia de los visitantes. La cafetería de la galería también fue rediseñada por Peter Blake y los arquitectos Architectural Emporium de Liverpool. La pieza central del espacio es una nueva recepción con un mostrador ondulante de madera  de color naranja, que enlaza con el esquema de colores de la reconversión original de Stirling. Una pared que cambia de color actúa como telón de fondo del volumen simplificado de ladrillos, visible desde el otro lado del Albert Dock. Arca también realizó modificaciones en las zonas de hostelería, guardarropa, eventos y educación.

## Eventos en directo
La galería ha albergado numerosos eventos en directo en el vestíbulo, incluido Made Up Mix como parte de la Bienal de Arte Contemporáneo de Liverpool. Este evento contó con Die Plankton, cuya actuación fue grabada para su álbum en directo Yorkshire's Answers To The Beatles.